# Franciszek de Posadas
Franciszek de Posadas, właśc. hiszp. Francisco Martín Fernández de Posadas (ur. 25 listopada 1644 w Kordobie, zm. 20 września 1713 tamże) – hiszpański dominikanin (OP), kapłan, kaznodzieja i spowiednik, pisarz, regionalny misjonarz, błogosławiony Kościoła katolickiego.
Franciszek już za młodu postanowił być księdzem. W wieku 19 lat (1662) wstąpił do dominikańskiego nowicjatu. Mając propozycje w Kadyksie i Kordobie otrzymania godności biskupiej oraz bycia przełożonym klasztoru, odrzucił je pozostając zwykłym zakonnikiem. W swojej misji duszpasterskiej promował modlitwę różańca. Napisał kilka utworów m.in. traktat przeciw kwietyzmowi Molinosa.
Franciszek zmarł zgodnie ze swoją zapowiedzią w 1713 roku.
Beatyfikował go papież Pius VII w dniu 20 września 1818.
Jego wspomnienie liturgiczne obchodzone jest w dies natalis (20 września).